# Fons van Wissen
Fons van Wissen (ur. 21 marca 1933 w Margraten, zm. w lipcu 2015) – holenderski piłkarz grający na pozycji pomocnika.

## Kariera klubowa
Piłkę nożną zaczął trenować w RKVVM Margraten. W 1952 został zawodnikiem MVV Maastricht. W lipcu 1958 za 65 000 guldenów trafił do PSV Eindhoven. W lipcu 1967 przeszedł do Helmond Sport, gdzie grał do 1969.

## Kariera reprezentacyjna
W reprezentacji Holandii zadebiutował 28 kwietnia 1957 w Amsterdamie w zremisowanym 1:1 meczu z Belgią. Łącznie w latach 1957–1964 rozegrał w kadrze 30 spotkań i strzelił 4 gole.

## Życie prywatne
12 sierpnia 1959 poślubił Dorę Reintjes. W maju 1967 otworzył własny sklep sportowy w Eindhoven, który sprzedał w 2011 roku.

## Osiągnięcia
- Mistrzostwo Holandii (1): 1962/1963